# ジャン・ポール・ゲティ

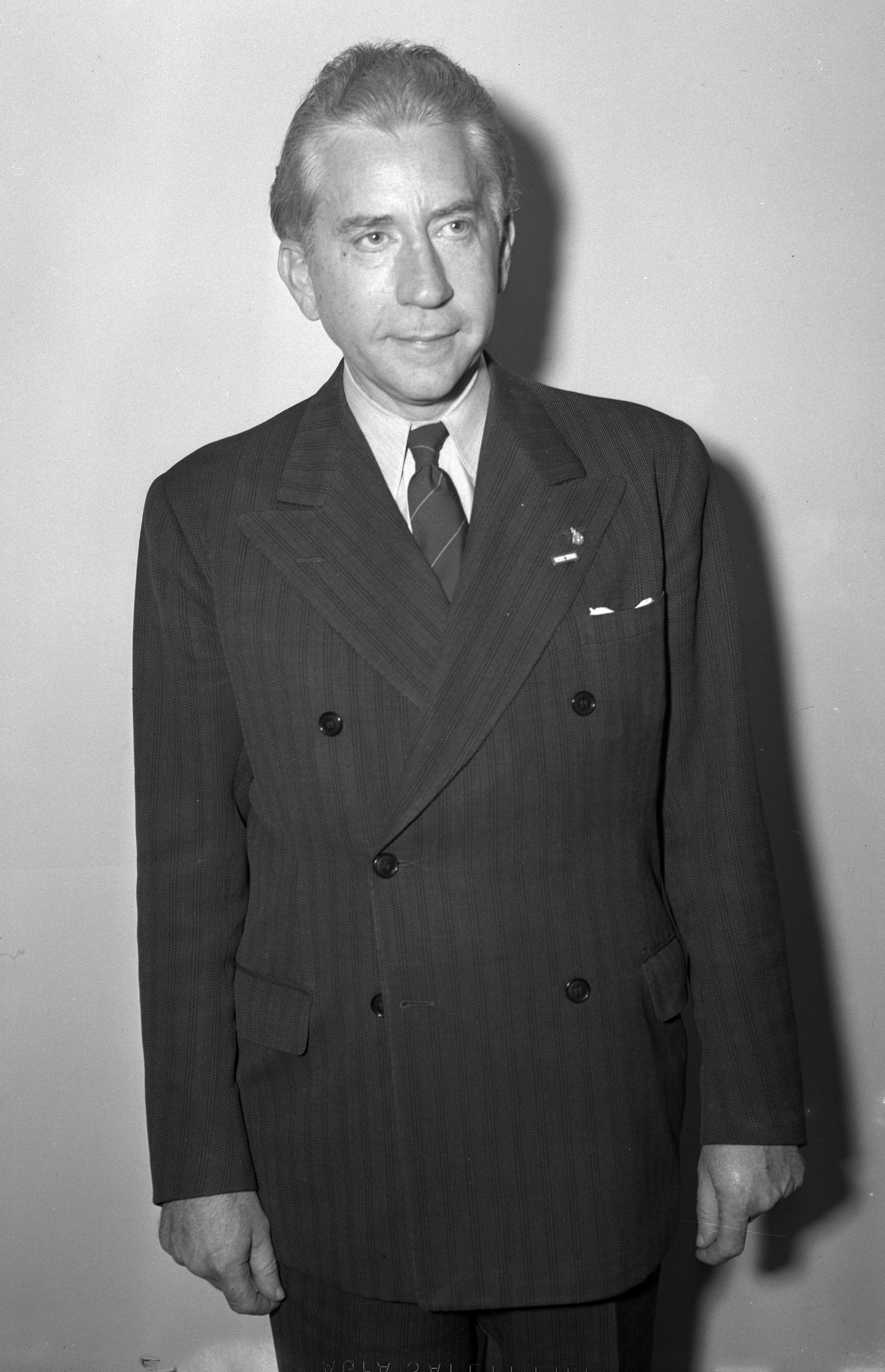
ジャン・ポール・ゲティ(1944年に撮影)

ジャン・ポール・ゲティ（Jean Paul Getty、1892年12月15日 - 1976年6月6日）は、アメリカ合衆国の実業家。石油王。生前は、世界一の大富豪でありながらケチだったことで有名であり、孫のジョン・ポール・ゲティ3世が誘拐された事件の際の振る舞いも話題となった。

## 略歴
1892年、ミネアポリスの裕福な家庭に生まれた。父親のジョージ・ゲティは弁護士だった。ゲティ家は祖父の代に北アイルランドからアメリカに移民した長老派の一族である（母方はオランダ・スコットランド系）。
1903年、40代であった父親のジョージは当時油田が見つかり石油ブームに沸いていたオクラホマに転居した。ジョージは石油会社を設立して財を成し、一家はロサンゼルスに移り住んだ。ゲティもカリフォルニア大学バークレー校を卒業した1914年から父親の石油採掘業を手伝い、23歳で100万ドルを稼いでいた。ジョージとジャンはゲティ・オイル・カンパニー（のちのゲティ・オイル）を設立した。
父親の死後、金銭問題で母親と不仲になったが、ビジネスは買いたたきと見切り価格の良さで成功する。世界恐慌時には、全従業員を解雇した後、安く雇い直した。1932年にドイツに ナチス政権が誕生すると高官たちと親しく付き合い、オーストリア併合時にロスチャイルド家の資産放出を狙った。第二次世界大戦で1941年12月にドイツがアメリカに宣戦布告するとアメリカ本国で役職についたが、常にFBIの監視下にあった。
大戦後は、イギリスの大邸宅を購入し移住。1948年にはサウジアラビア、イラン、クウェートで権利を獲得し油田を開発する。1950年には石油やホテルビジネスなど関連会社で40社を保有し1956年、フォーチュン誌で世界一の大富豪に選ばれた。1976年、がんで死去。
生前は世界的な美術品のコレクターとして知られ、1971年に孫のジョン・ポール・ゲティ3世が誘拐された時も、身代金は支払わずに美術品を買い漁るほどの熱の入れようだった。

## 死後
死後、遺産の大部分は美術館を管理するゲティ財団へと託された。これに不満な一族は、財団・兄弟同士・子供は親を訴えたりと、泥沼の訴訟合戦を長期間続けた。ゲティ石油は、一族によってテキサコに売却された。

## 逸話
- 46歳までに5人の女性と結婚し、子供を作っては離婚した。子供ができると、長い旅に出かけ、帰ってこなかった。愛人が多数いた。
- 多額の費用をかけたゲティ美術館だが、完成が死の2年前だったこともあり、生涯訪れることはなかった。
- 60歳から顔の皺取りのため3度の整形手術を行なったが、3度目で失敗した[1]。

「類まれなケチ」
- 自宅で客がかける電話代が高かったことから公衆電話を置き、料金は客に払わせた。
- ホテルのルームサービスを嫌い、宿泊中の洗濯物はバスルームで自分で洗った。
- リュウマチに悩む友人に「いい薬がある」と、チューブを限界まで絞ってほとんど残ってない軟膏を送った。
- 10年以上持つ靴やネクタイしか買わなかった。
- 誘拐された孫ゲティ3世の身代金を巧妙な手口で値切った。
- その身代金支払いを利用して節税しようとした。

## 家族
5人の妻との間に、ジョージ、ジャン・ロナルド、ユージン、ゴードン、ティモシーの5人の息子がある。
- 長男のジョージ・ゲティ2世は最初の妻との子。会社運営の責任は全てまかされたが、49歳のとき、ストレスから自殺した。
- 次男のジャン・ロナルドは3番目の妻との子。
  - ジャン・ロナルドの息子クリストファーの妻ミア(Pia Getty)は、1980年代にバブル期の日本人を主客とする免税店ビジネスで急成長し大企業となったDFSグループ経営者の娘で、ギリシャ王太子妃マリー・シャンタルの姉。
- 三男のユージン（ジョン・ポール・ゲティ2世）は、無声映画女優だった4番目の妻アン・ロークとの子。3回結婚し、5人の子がいる。芸術家で有名人たちと華やかな交際をしたが、2度目の妻はヘロインの過剰摂取で死去。
  - ユージンと最初の妻アビゲイル・ハリスとの間に生まれた長男のジョン・ポール・ゲティ3世は、別れてローマで暮らしていたが、10代のときにマフィアのンドランゲタに誘拐され親もとへ身代金を要求された。ゲティ3世が普段から放蕩生活を送っていたことから金目当ての狂言と見なされゲティ家は支払いを拒否。すると犯人たちは耳と髪を切り取り、写真を同封のうえ封筒で親元に送りつけた。世論の圧力もあり、値切った金額の身代金を支払うことでゲティ3世は救われたが、25歳のときにドラッグの過剰摂取で体を壊し、54歳で病死した。その妻ジゼラ・ゲティとの息子（ジャンの曾孫）は俳優のバルサザール・ゲティ。
  - ユージンの次男(ジャンの孫)マーク・ゲティはゲッティイメージズの共同経営者。
  - ユージンの長女アイリーンはエリザベス・テイラーの息子と離婚後、イタリア貴族（チェルヴェーテリ公爵Alessandro Ruspoliの子)と再婚した。
- 四男ゴードン（Gordon Getty）も4番目の妻との子。家業に携わり、1986年にゲッティ石油をテキサコに売却して莫大な富を得た。投資家としても知られ、作曲なども手掛ける。妻アンとの間に4人の息子、愛人との間に3人の娘がいる[2]。
  - ゴードンの次男のアンドリュー・ゲティ(Andrew Getty)は2015年4月にロサンジェルスの高級住宅地ハリウッド・ヒルズの自邸浴室で原因不明の死をとげた[3]。
- 五男ティモシーは5人目の妻との子で、12歳のときに脳腫瘍で夭折した[3]。

## 孫のゲティ3世誘拐事件
1973年7月10日の午前3時、16歳のジョン・ポール・ゲティ3世はローマのファルネーゼ広場で誘拐された。1700万ドルの身代金を要求する脅迫状が届けられた。脅迫状が届いた時、一部の家族は彼が以前から冗談として言っていたように、単に反抗的な若者による倹約家の祖父から金を引き出すための狂言誘拐だと思った。 彼は山中の隠れ家に目隠しをされ、監禁されていた。
2通目の脅迫状が届いたが、イタリアの郵便局のストライキにより配達が遅れた。ジョン・ポール・ゲティ・ジュニアは父のジャン・ゲティ卿に金を要求したが拒否された。ゲティ卿は身代金を支払ってしまうと、14人いる他の孫たちにも誘拐の危険が及ぶと主張した。
1973年11月、一房の髪と切り落とされた人間の耳が入った封筒が、320万ドルを払わなければ更なる危害を加えるという脅し文句と共に日刊紙に届けられた「これはポールの耳だ。我々が10日以内に身代金を得られなければ、もう片方の耳も送る。 言い換えると彼には殆ど猶予は残されていない」。
この時点でゲティ卿は身代金支払いに同意したが、支払ったのは所得から控除できる最大限度額の220万ドルのみであった。残りの金額は4%の利子で息子に貸し付けた。支払いを渋るゲティ卿は交渉により約290万ドルで孫を取り戻した。身代金が支払われた直後の1973年12月15日、ゲティ3世はポテンツァ県ラウリーアの給油所で生きて発見された。
誘拐犯一味として9人が逮捕された。メンバーには大工、衛生兵、前科者、オリーブ油ディーラーのみならず、ジローラモ・ピロマーリやサヴェーリオ・マンモリーティといったカラブリア州のマフィア組織ンドランゲタの幹部も含まれていた。この内2人には有罪判決が下り刑務所に送られたが、ンドランゲタのボスも含む他のメンバーは証拠不充分で無罪となった。身代金の大半は戻らなかった。1977年、ゲティ3世は誘拐犯によって切り落された耳の再生手術を受けた。

## 誘拐事件の映像化
2017年、リドリー・スコット監督によりゲティ3世誘拐事件が『ゲティ家の身代金』として映画化され、ジャン・ポール・ゲティをクリストファー・プラマーが演じた。ゲティ役は当初ケビン・スペイシーが特殊メイクにより81歳のゲティを演じ映画は完成していたが、セクハラ騒動により降板。2017年12月のアメリカ公開を1ヶ月後に控えた11月にプラマーに出演をオファーし、1,000万ドルの追加予算で9日をかけて再撮影した。オファーから撮影、公開、賞レースまで稀に見る短期間となったが、プラマーは各映画賞（第75回ゴールデングローブ賞助演男優賞、第71回英国アカデミー賞 助演男優賞、第90回アカデミー賞助演男優賞）にノミネートされた。
脚本サイモン・ボーファイ、監督ダニー・ボイルでテレビドラマ化もされ、『トラスト』の名で2018年3月よりFX (テレビ局)にて放映が開始された。ジャン・ポール・ゲティ役はドナルド・サザーランドが、ゲティ3世の母親であるアビゲイル・ハリスはヒラリー・スワンクが、元CIA工作員でゲティの手下フレッチャー・チェイスはブレンダン・フレイザーが演じる。